# Lars Bach Jensen
Lars Bach Jensen (født 1969) er en tidligere dansk atlet. Han var medlem af Hals FS senere i Odense Atletik, Aalborg FF/Aalborg AM og Sparta Atletik.
Lars Bach Jensen var dansk mester i højdespring 1987. Hans bedste resultat var 2,15 som han sprang indendørs i Stange i Norge 1992.
Lars Bach Jensen har en kandidats eksamen i økonomi fra Aalborg Universitet 1991-1996

## Danske mesterskaber
- Sølv 1997 Højdespring inde 2,05
- Bronze 1996 Højdespring inde 2,00
- Bronze 1993 Højdespring 2,03
- Bronze 1992 Højdespring 2,03
- Guld 1987 Højdespring 2,12

Junior U-23
- Guld 1991 Højdespring inde 2,05

## Personlig rekord
- Højdespring: 2,12 (1987]
- Højdespring inde: 2,15 (1992]